# 长沙商贸旅游职业技术学院
长沙商贸旅游职业技术学院（英語：Changsha Commerce & Tourism College）坐落在中国湖南省长沙市雨花区圭白路16号，是湖南省一所高级专科大学。长沙商贸旅游职业技术学院具有南校区、北校区、新校区三个校区。

## 历史
2003年，“长沙市商业学校”和“长沙市商业职业中专”合并为“长沙商贸旅游职业技术学院”，标志着学校正式成立。

## 院部设置
- 湘菜学院
- 会计金融学院
- 湘商学院
- 湘旅学院
- 软件学院
- 文化创意学院
- 继续教育培训学院
- 创业就业指导中心
- 马克思主义学院
- 通识教育学院[2]

## 学校文化

### 校训
修德砺能 、自强笃行 

### 学风
志存高远，学至精深

### 教风
为人师表，立德树人

### 校风
德业双修，知行合一

## 脚注
1. ↑  “修德”出自《大学》：“自天子以至庶人，壹是皆以修身为本”；“励能”出自《尚书》：“砺乃锋刃，无敢不善”。
2. ↑  “自强”出自《周易》：“天行健，君子以自强不息。”；“笃行”出自《礼记》：“博学而不穷，笃行而不倦”。